# Permis de séjour dans le domaine de l'asile en Suisse
Les permis de séjour dans le domaine de l'asile en Suisse sont variés et octroient des droits très différents.
Tout étranger séjournant plus de trois mois en Suisse doit posséder une autorisation de séjour.
À l’arrivée en Suisse, une procédure d’asile peut être ouverte par une simple demande dans un aéroport ou à un poste de frontière. Depuis le 1er mars 2019, les procédures d'asile se déroulent sur six zones du territoire. Un centre fédéral pour requérants d'asile (CFA) chargé des tâches procédurales se trouve dans chacune d'entre elles.

## Notion de réfugié en droit suisse
« Sont des réfugiés les personnes qui, dans leur État d’origine ou dans le pays de leur dernière résidence, sont exposées à de sérieux préjudices ou craignent à juste titre de l’être en raison de leur race, de leur religion, de leur nationalité, de leur appartenance à un groupe social déterminé ou de leurs opinions politiques. »

En Suisse la Loi sur l’asile (LASI) définit les principes, les critères, la procédure et les modalités d'application des décisions.
La procédure d’asile détermine le statut de réfugié, où le demandeur d’asile a le droit d’être entendu, de faire un recours effectif, etc. (une personne reconnue comme réfugiée dans tel État européen ne l’est pas forcément dans un autre, parce que la qualité des procédures varie d’un pays à l’autre)
Le Secrétariat d’État aux migrations (SEM), qui dépend du Département fédéral de justice et police, reçoit les demandes d'asile, auditionne les requérants et attribue des permis de séjours selon les critères d'éligibilité.
La Suisse est partie de la Convention relative au statut des réfugiés depuis le 21 janvier 1995 ; le traité est en vigueur dès le 21 avril 1955. En raison de la diversification des catégories de réfugiés, la Convention est complétée par le Protocole relatif au statut des réfugiés, en vigueur à partir du 4 octobre 1967.
La pertinence de la Convention est remise en cause au niveau du Conseil des États par le postulat de Damian Müller « Adaptation de la Convention de 1951 relative au statut des réfugiés ». Le Conseil fédéral accepte d’étudier la proposition, rend un rapport qui conclut que la Convention a toujours une importance majeure, qu'elle répond aux besoins actuels et qu'une révision n'est pas nécessaire. L’objet est classé le 9 juin 2022. L'Organisation suisse d'aide aux réfugiés (OSAR), qui a participé à la rédaction du rapport, s'en réjouit.

## Permis N
Le permis N est délivré aux personnes qui ont déposé une demande d'asile et qui sont en attente de l'issue de la procédure.
Il faut être demandeur d’asile, donc avoir requis la protection d’un pays différent du sien, et en attente d’une décision. Être demandeur d’asile est un droit et la personne séjourne légalement dans le pays durant toute la procédure d’asile.

### Droits avec le titre
Ce permis interdit l'accès au marché du travail durant trois voire six mois en cas de procédure étendue depuis l’arrivée sur le territoire (puis admission selon un ordre de priorité). L'aide sociale pour ses détenteurs est inférieure au barème ordinaire. Les voyages hors de la Suisse sont interdits (sauf motifs exceptionnels), l'individu n'a pas de choix du canton de résidence (sauf sur invocation du principe d’unité de la famille, ou avec l’accord des deux cantons). La naturalisation n'est pas possible. Le détenteur du permis N peut séjourner au plus 140 jours dans les centres de la Confédération avant de se voir attribué à un canton.
À l’issue de la procédure d’asile, les droits des réfugiés dépendent de la décision prise par le Secrétariat d'État aux migrations quant à leur statut légal. Il y a différents permis possibles, en sus d’une possible décision de non-entrée en matière.

## Permis B
Si la qualité de réfugié est reconnue, selon la Convention de Genève, c’est le permis B qui est octroyé. Les critères sont d'être exposé à de sérieux préjudices ou de craindre de l’être du fait notamment de ses opinions politiques, de sa religion ou de sa race.
Il faut noter que c’est le même permis qui est octroyé à des ressortissants de l’UE qui ont trouvé un emploi en Suisse et souhaitent y résider. Le permis B permet donc à la personne en question de travailler en Suisse, de bénéficier des aides sociales et de profiter des services publics (comme les écoles).
Il n’est par contre pas possible de voter au niveau fédéral, ni de changer de canton de domiciliation.
Après cinq ans, la personne réfugiée peut faire une demande d’établissement (permis C) s'il existe aucun motif de révocation ou de rétrogradation, qu'elle est intégrée et dispose d'une bonne connaissance de la langue.

## Permis F
Si l’asile n’est pas accordé, cela n’implique pas nécessairement une expulsion. La personne peut être acceptée sur le territoire suisse à titre provisoire. C’est le permis F.
Il existe deux sous-catégories au permis F ; soit le statut de réfugiés a été reconnu mais l’asile n’a pas pu être accordé (cf. infra « Permis F réfugiés »), soit le statut de réfugiés n’est pas reconnu, l’asile n’a pas été accordé mais le renvoi de la personne n’est pas possible, licite ou raisonnablement exigible (cf. infra « Permis F pour étrangers »).

### Permis F pour réfugiés
Le permis F réfugié reconnaît la qualité de réfugié selon l’article 3 de la loi sur l'asile (LAsi), mais il y a des motifs d’exclusion qui font que la personne ne peut se voir octroyer l’asile.

#### Motifs d'exclusion à l'asile
D’une part, selon l’art. 54 LAsi, l’asile ne peut être accordé à une personne qui devient un réfugié car elle a quitté son pays d’origine ou de provenance, ou à cause de son comportement ultérieur à la fuite. C’est-à-dire, qu’avant de quitter le pays, la mise en danger n’existait pas ; c’est par le départ de la personne ou après son départ qu’elle est apparue.
D’autre part, l’indignité au sens de l’art. 53 LAsi est un autre motif de refus d’asile. Toute personne est considérée comme indigne de l’asile si elle a commis un acte répréhensible, c’est-à-dire si l’acte est passible d’une peine privative de plus de trois ans selon le code pénal suisse.  L’indignité peut aussi être retenue contre le requérant s’il met en danger ou porte atteinte à la sûreté de l’État (p.ex. l’espionnage, l’extrémisme violent, le crime organisé). Le troisième cas d’indignité est si la personne demandant l’asile est sous le coup d’une expulsion.
En d’autres termes, une personne qui remplit les conditions de l’art. 3 LAsi et donc qui a la qualité de réfugié, mais qui se trouve dans une des situations susmentionnées, pourrait tout de même obtenir un permis F pour réfugiés.

#### Droits avec le permis F réfugiés
Le permis F permet d’avoir une activité lucrative dans toute la Suisse. Il se renouvelle tous les 12 mois.
Le regroupement familial est autorisé au plus tôt trois ans après l’admission provisoire mais il y a des conditions à respecter tels que notamment un logement adapté et une indépendance financière. Il est possible de se marier.
La scolarisation des enfants est autorisée. Le voyage à l’étranger est possible sauf dans le pays d’origine.
Il est possible d’obtenir une autorisation de séjour (permis B) après cinq ans de séjour en Suisse. Pour cela il faut en faire la demande et certains critères seront évalués afin de déterminer si le permis peut être octroyé; les critères sont notamment le niveau d’intégration, la situation financière, mais aussi si un retour dans le pays d’origine ou de provenance peut être exigé.

### Permis F pour étrangers
Le permis F pour étranger est une admission provisoire pour les personnes qui n’ont pas obtenu l’asile et qui ne peuvent pas être considérées comme réfugiées.

#### Motifs pour une admission provisoire
Ces personnes font l’objet d’une décision de renvoi de Suisse accompagnée d’une admission provisoire sur le territoire si« l’exécution du renvoi se révèle illicite (violation du droit international public), inexigible (mise en danger concrète de l’étranger) ou matériellement impossible (pour des motifs techniques d’exécution).
Le plus souvent, l’exécution de la décision de renvoi mettrait la vie de la personne requérante en danger en raison d’une guerre ou de risque de torture par exemple. Dans ce cas, la personne est considérée comme ayant un besoin de protection internationale.

#### Droits avec le permis F pour étrangers
Le permis permet une activité lucrative dans toute la Suisse. Cependant, c’est un permis qui ne permet le regroupement familial de la famille nucléaire qu’après trois ans et sous conditions (logement, indépendance financière…). De plus, le voyage à l’étranger n’est autorisé qu’à des conditions très restrictives. L’aide sociale dont ces personnes peuvent bénéficier est inférieure au barème normal. Il est possible de faire la demande du permis B après cinq ans de séjour en Suisse.
Il existe en outre la possibilité pour les personnes bénéficiant d’un permis F pour étrangers d'obtenir un statut de séjour plus stable est de faire une demande pour cas de rigueur (permis B humanitaire).

## Permis S

### Critères d’éligibilité
Il faut faire partie d’un groupe pour lequel une protection collective est accordée pour la durée d’une menace (par exemple: une guerre).
Créé en 1998 dans le contexte des flux migratoires liés aux guerres des Balkans, ce statut a en fait été activé pour la première fois en mars 2022 dans le contexte de la guerre en Ukraine.
Fin mars 2022, les catégories bénéficiaires sont les citoyens d'Ukraine et les membres de leur famille (mariage classique, concubinage et partenariat enregistré), les enfants mineurs, et les autres parents qu’ils soutenaient et qui résidaient en Ukraine avant le 24 février. Au printemps 2022, l'attribution du statut de protection S étant basé sur la nationalité ukrainienne, les autres habitants en fuite arrivant en Suisse n’y ont pas droit lorsque leur pays d’origine est considéré comme « sûr ».

### Droits avec le titre
La personne qui reçoit un permis S bénéficie d'un droit de séjour pendant la durée de la protection temporaire. Elle est autorisée à exercer une activité lucrative dès l’arrivée sur le territoire (sur autorisation cantonale). La scolarisation des enfants est possible. La validité du permis est limitée à un an, mais peut être prolongée. L'aide sociale pour ses détenteurs est inférieure au barème ordinaire. Les voyages hors de la Suisse sont possibles, ainsi que le choix du canton de résidence en fonction des liens familiaux amicaux. Cependant, la naturalisation est impossible.

### Critiques et questions
Des organisations comme l'OSAR critiquent notamment le fait qu'aucune mesure d'intégration ne soit financée pour les personnes ayant le statut de protection S. Liée à un statut « orienté sur le retour », cette absence de mesures d'intégration rendrait l'intégration des personnes concernées plus difficile.
Le 7 juillet 2022, un nouveau groupe se réunit pour la première fois à Berne sur invitation de la conseillère fédérale Karin Keller-Sutter. Sa mission est d’examiner les difficultés et questions soulevées par le statut S. Ses membres sont en majorité des anciens conseillers aux États et l’ancien secrétaire d'État Mario Gattiker.
D’un autre point de vue, un jeune réfugié avec un permis F témoigne des difficultés de son parcours d’intégration. Il regrette en particulier de ne pas avoir pu apprendre le métier de ses rêves. Il souhaite que tous les réfugiés soient traités de la même façon.

## Les Centres fédéraux pour requérants d'asile
En arrivant en Suisse, la personne qui fait une demande d'asile à un poste de frontière sera ensuite envoyée dans un centre fédéral pour requérants d'asile. La personne y séjourne, maximum 140 jours, le temps qu'une décision soit prise.
Il existe deux catégories de Centres fédéraux pour requérants d'asile (CFA) : les CFA avec tâches procédurales et les CFA qui servent de lieux d'attente ou de départ. Il existe aussi une troisième catégorie qualifiée de centres spécifiques.
Les CFA avec tâches procédurales prennent les demandes des requérants d'asile et les examinent selon la procédure accélérée et rendent les décisions d'asile.
Les CFA sans tâches procédurales accueillent les personnes pendant la période de la procédure de Dublin ou celles qui se voient refuser leur demande d'asile. Ces dernières devant quitter le territoire, elles ne sont plus transférés dans les centres cantonaux.
Un centre fédéral spécifique est réservé aux requérants d'asile menaçant la sécurité et l'ordre public ou le bon fonctionnement des autres CFA.